# ジャン・ジャック・マチャド
ジャン・ジャック・マチャド（Jean Jacques Machado、1968年2月12日 - ）は、ブラジルの男性ブラジリアン柔術家。リオデジャネイロ州出身。マチャド柔術アカデミー主宰。ブラジリアン柔術七段。ジアン・マチャドとも表記される。
マチャド兄弟の4男。生まれつき左手の指が2本しか無いハンディキャップを持っている。

## 来歴
カーロス・グレイシーJr道場で柔術をはじめ、16歳のころにはヒクソン・グレイシーからプライベートレッスンを受けるようになる。
ヒーガン、カルロスら兄弟の呼びかけにより、アメリカ合衆国へ移住。カリフォルニア州にマチャド柔術アカデミーを開く。
その極めを重視したファイトスタイルから、多くの尊敬を集めている。
まだ世界大会が生まれる前の、事実上の世界大会であったブラジレイロにてメジオ級優勝3回、サンボ パンナム選手権74kg級優勝2回などブラジリアン柔術選手権11連覇を果たした。現在はギを着用しないグラップリングの大会にて今も第一線で活躍中。
アブダビコンバットでは、1999年77kg未満級優勝、2000年77kg未満級準優勝、2001年無差別級準優勝の実績を残し、2005年にはディーン・リスターとのスーパーファイトも行っている。
今までに桜井"マッハ"速人、宇野薫、高阪剛らを下し、日本人相手では負け無しであったが、2006年5月26日、カリフォルニア州で行われたグラップリング大会L.A. SUB Xにて、弘中邦佳に0-3でポイント負け。

## 戦績

### 総合格闘技
| 総合格闘技 戦績 | 総合格闘技 戦績 | 総合格闘技 戦績 | 総合格闘技 戦績 | 総合格闘技 戦績 | 総合格闘技 戦績 | 総合格闘技 戦績 |
| --------------- | --------------- | --------------- | --------------- | --------------- | --------------- | --------------- |
| 1 試合          | (T)KO           | 一本            | 判定            | その他          | 引き分け        | 無効試合        |
| 0 勝            | 0               | 0               | 0               | 0               | 0               | 0               |
| 1 敗            | 1               | 0               | 0               | 0               | 0               | 0               |

| 勝敗 | 対戦相手           | 試合結果                  | 大会名              | 開催年月日     |
| ×    | フランク・トリッグ | 3R 0:20 TKO（タオル投入） | VALE TUDO JAPAN '98 | 1998年10月25日 |

### グラップリング
| 勝敗 | 対戦相手           | 試合結果    | 大会名     | 開催年月日    |
| ×    | 弘中邦佳           | ポイント0-3 | L.A. SUB X | 2006年5月26日 |
| ×    | ディーン・リスター | ポイント1-8 | ADCC 2005  | 2005年5月     |

## 獲得タイトル
- 第2回 アブダビコンバット 77kg未満級 優勝（1999年）
- 第3回 アブダビコンバット 77kg未満級 準優勝（2000年）
- 第4回 アブダビコンバット 無差別級 準優勝（2001年）